# Cenangium ferruginosum
Cenangium ferruginosum là một loài Ascomycetes trong họ Helotiaceae. Loài này được Fr. miêu tả khoa học đầu tiên năm 1818.
Đây là loài gây hại của các cây trong chi Pinus, phát triển phổ biến ở Kyrgyzstan.